# Alexander Gomelsky
Alexander Yakovlevich Gomelsky (em russo:  Гомельский, Александр Яковлевич; (Kronstadt, 18 de janeiro de 1928 — Moscou, 16 de agosto de 2005) foi um treinador de basquetebol russo com origem israelita.

## Carreira como treinador
Gomelsky iniciou sua carreira de técnico em 1949, em Leningrado à frente do LGS Spartak. Em 1953, ele assinou com o ASK Riga um dos times do Exército Vermelho vencendo com o clube cinco ligas soviéticas e três títulos consecutivos da Copa Européia de Clubes Campeões de 1958 a 1960.
Em 1969 foi contratado como técnico do CSKA Moscou onde ficou até 1980, conquistando com o clube nove ligas soviéticas (1970-1974, 1976-1980), o bi-campeonato da Copa da União Soviética em 1972-1973 e uma Copa Europeia de Clubes Campeões em 1971, sendo que em 1970 e 1973 o clube fez a final da Competição Continental.
Ele também treinou clubes na Espanha, França e Estados Unidos.

### Equipes
- 1953-1966 ASK Riga
- 1969-1980, 1985-1986 CSKA Moscou
- 1988-1989 Tenerife
- 1990-1991 CSP Limoges

## Seleção da União Soviética
Gomelsky treinou a Seleção Soviética por quase 19, liderando a equipe em 7 títulos do Eurobasket (1961, 1963,1965, 1967, 1969, 1979 e 1981), títulos mundiais (Mundial de 1967 em Montevideo e Mundial de 1982 na Colômbia) e a Medalha de Ouro na Olimpíada de Seul em 1988.
Ela era técnico da Seleção Soviética em 1972 e era esperado que ele fosse o treinador nos Jogos Olímpicos de 1972, porém temendo que ele desertasse pois tinha nacionalidade judia, o KGB confiscou seu Passaporte. A Seleção Soviética foi para os Jogos liderada pelo técnico Vladimir Kondrashin conquistando sua primeira Medalha de Ouro, em Partida polêmica contra a Seleção dos Estados Unidos, os quais nunca aceitaram a derrota.

## Pós carreira
Em seus últimos anos, Gomelsky foi Presidente do CSKA Moscou. Em 1995 foi introduzido ao Naismith Memorial Basketball Hall of Fame. Em 2007 foi incluído ao FIBA Hall of Fame. O prêmio O Técnico do Ano da Euroliga é nomeado depois dele e sempre no CSKA Universal Sports Hall. Em 2008, ele foi nomeado entre Os 50 Maiores Contribuintes da Euroliga.